# Georgi Paczedżiew
Georgi Paczedżiew (ur. 1 marca 1916 w Sofii, zm. 12 kwietnia 2005 tamże) – bułgarski piłkarz i trener piłkarski. W latach 1960–62 był selekcjonerem reprezentacji Bułgarii, którą jako pierwszy trener w historii wprowadził do Mistrzostw Świata.

## Kariera piłkarska
W czasie kariery sportowej zdobył trzy razy mistrzostwo Bułgarii (z Sportclubem Sofia w 1935 roku, z Lewskim Sofia w 1947 i 1949) i czterokrotnie triumfował w rozgrywkach o Puchar tego kraju. W 1939 roku z liczbą 14 bramek został królem strzelców ligi.
W reprezentacji Bułgarii grał w 9 meczach, w których strzelił 2 bramki.

## Kariera szkoleniowa
Po zakończeniu kariery piłkarskiej zajął się pracą trenerską. W latach 1956–59 z Lewskim trzykrotnie zdobywał Puchar Bułgarii. W 1959 został trenerem reprezentacji narodowej i wspólnie z Krystjo Czakyrowem wprowadził ją po raz pierwszy do finałów mistrzostw świata (Chile, 1962). W turnieju już samodzielnie prowadził drużynę, która po porażkach z Argentyną (0:1) i Węgrami (1:6) oraz bezbramkowym remisie z Anglią, odpadła już po rundzie grupowej.
Później pracował m.in. na Cyprze. Z AC Omonia zdobył mistrzostwo tego kraju.